# L'Ouvrier Emeliane et le Tambour vide

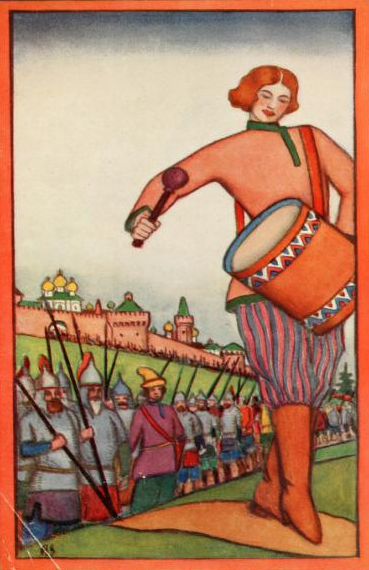
Illustration du conte de Tolstoï, par Michael Sevier, 1916.

L'Ouvrier Emeliane et le Tambour vide (en russe : Работник Емельян и пустой барабан) est un conte de l'écrivain russe Léon Tolstoï.

## Historique
Léon Tolstoï a écrit ce conte en mai 1886. Il parait pour la première fois en 1892 dans le recueil intitulé Aide aux Affamés (Помочь голодающим) sous le titre de Conte (Сказка) avec le sous-titre suivant : Tiré des Contes populaires créés sur la Volga dans les temps anciens et rétabli par Léon Tolstoï. Il figure ensuite dans les Œuvres complètes sous le nom de « Conte du Tambour vide » en 1903. Il parait intégralement et séparément aux éditions Le Médiateur en 1906, 1908 et en 1910.
Ce conte où pointe la critique antimilitariste a été exclu par la censure du tome XII des Œuvres de Tolstoï, en 1886, alors qu'il était composé et prêt pour l'impression.

## Résumé
Dans ce conte, Emeliane (ou Émilien, selon les traductions) doit accomplir pour le tsar qui convoite sa femme des tâches de plus en plus insurmontables. Le tsar finalement lui demande :  « Va je ne sais où, rapporte je ne sais quoi ! » Et Emeliane de s'exécuter, comme il le fait à chaque demande formulée par son tsar.
Le thème général rejoint celui du conte-type 465 (« L'homme persécuté à cause de sa jolie femme ») de la classification Aarne-Thompson.